# Karol III (książę Parmy i Piacenzy)
Karol III, zw. Dandysem, wł. Carlo III Danduccio, właśc. Ferdynand Karol Wiktor Józef Maria Baltazar Burbon-Parmeński, wł. Ferdinando Carlo Vittorio Giuseppe Maria Baldassarre di Borbone di Parma e Piacenza (ur. 14 stycznia 1823 w Lukce, zm. 27 marca 1854 w Parmie) – książę Parmy i Piacenzy w 1849–1854.

## Życiorys

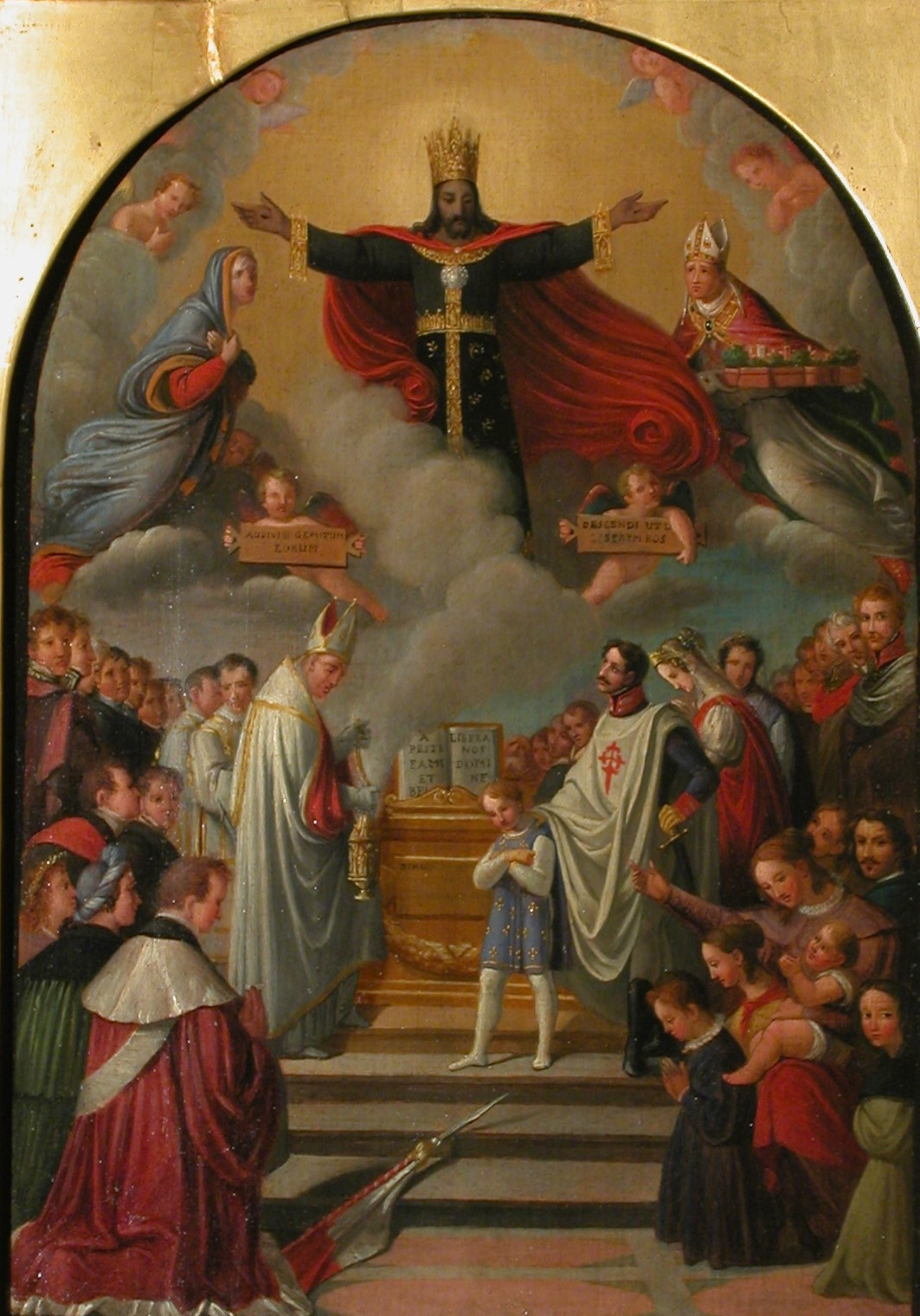
Dziękczynienie przed Świętym Obliczem po zarazie cholery, mal. Michele Ridolfi, 1836, Palazzo Manssi; pod ołtarzem od lewej: Ferdynand, Karol II i Maria Teresa

Urodził się jako drugie dziecko i jedyny syn Karola II (1799–1883), dziedzicznego księcia Lukki, oraz jego żony Marii Teresy (1803–1879), królewny sardyńskiej, córki Wiktora Emanuela I. Jego starsza siostra Ludwika Franciszka (1821–1823) zmarła we wczesnym dzieciństwie. Prywatnie używał pierwszego z imion (Ferdynand). Pierwsze lata dzieciństwa spędził w Dreźnie i Wiedniu. W 4. r.ż. jego wychowanie powierzono Zsigmondowi Deáki'emu, węgierskiemu księdzu. W 1833 powrócił wraz z dworem ojca do Lukki, gdzie pobierał nauki pod kierunkiem guwernera Lazzara Papiego (1763–1834), bibliotekarza, filologa i historyka, a po jego śmierci został oddany pod pieczę matki. Ferdynand odebrał wykształcenie typowe dla mężczyzn swojego stanu, wykazując zdolności do nauk humanistycznych i lingwistyczne. Gruntownie poznał historię, literaturę i sztukę. Obok ojczystego włoskiego, posługiwał się językami angielskim, francuskim, hiszpańskim i węgierskim; potrafił czytać i pisać w łacinie i grece.
Już w pierwszym roku życia, po śmierci babki Marii Ludwiki (1782–1824), 13 marca 1824 został dziedzicznym księciem Lukki. Państwo to zostało inkorporowane do Wielkiego Księstwa Toskanii 17 grudnia 1847, kiedy jego ojciec otrzymał Księstwo Parmy i Piacenzy, a Ferdynand został jego dziedzicem.
W 1841 wstąpił do jazdy armii sardyńskiej. Faktycznie kwaterował w Turynie, kończąc tamtejszą akademię wojskową. Po zakończeniu służby kadeckiej został awansowany do stopnia kapitana (1842). Następnie odbył służbę regularną z przydziałem do sztabu szwadronu stacjonującego w Novarze, którym dowodził następca tronu Wiktor Emanuel. Z racji swojego energicznego i nieustępliwego charakteru, poróżnił się z dowódcą. Armię sabaudzką opuścił w 1845, zyskując opinię nierozważnego.
W 1845 poślubił Ludwikę d′Artois (1819–1864), co było podyktowane znacznym posagiem księżniczki Barry. Starsza o trzy lata, odległa w poglądach politycznych, tradycjonalistka, legitymistka, gorzej wykształcona i uznana przez księcia za mało atrakcyjną fizycznie początkowo nie wzbudzała jego zainteresowania. Ferdynand podróżował do Francji i Hiszpanii, oddalając od siebie Ludwikę, co spowodowało ochłodzenie relacji z ojcem. Zagrożony utratą środków do życia, powrócił do żony i udał się z nią w podróż do Anglii i Szkocji (1846).
Do kraju powrócił w 1847, aby objąć obowiązki państwowe. W obliczu narastających nastrojów rewolucyjnych w Księstwie Modeny i Reggio, w marcu 1848 w Lukce miały miejsce wystąpienia rewolucyjne. Wspierani przez króla Sardynii Karola Alberta karbonariusze i młodowłosi domagali się wprowadzenia reform ustrojowych i zjednoczenia Włoch pod auspicjami sabaudzkimi. Zagrożony pojmaniem Ferdynand udał się na północ, jednak został schwytany w Cremonie i osadzony w Mediolanie. Został uwolniony dzięki dyplomacji brytyjskiej i odesłany na Maltę, skąd przez Neapol trafił do Livorno. Stamtąd udał się wraz z rodziną do Londynu. W Wielkiej Brytanii został przyjaźnie przyjęty przez miejscowe kręgi konserwatywne i demokratyczne, które z racji na wesołe i żartobliwe usposobienie nie odnajdywały w nim tyrana.
Niestabilna sytuacja kraju skłaniała Karola II do abdykacji na rzecz syna. Pozostawał jednak sceptyczny temu posunięciu, uznając że nonszalancki Ferdynand nie poradzi sobie w trudnym położeniu kraju. Ostatecznie austrofilski książę, przekonany objęciem rządów w Wiedniu przez Franciszka Józefa, abdykował 14 marca 1849. Ferdynand przyjął imię Karola III, księcia Parmy, Piacenzy i ziem włączonych. 5 kwietnia 1849 armia austriacka wkroczyła do Parmy, tłumiąc rewolucję i pozwalając przebywającemu w Saksonii Karolowi II powrócić do kraju. Karol III nadal pozostawał na emigracji, powracając do księstwa na początku maja 1849 wraz z wycofującym się z Florencji austriackim korpusem ekspedycyjnym. 18 maja 1849, został uroczyście instalowany w Sanktuarium Matki Bożej Karmicielki. Już 20 maja został internowany przez Austriaków, którzy sprzeciwili się powołaniu go do wojska sabaudzkiego, i osadzony w Ołomuńcu. Zwolniony został dopiero 25 sierpnia tego samego roku, na wieść o zawarciu pokoju pomiędzy Austrią a Sardynią.
Wprowadził reakcjonistyczne rządy, przekształcając kraj w państwo policyjne i konserwatywne. Od 1849 nieudolnie przeciwdziałał opozycji, która w grudniu 1853 zinfiltrowała administrację dworską. Został zasztyletowany przez nieznanego sprawcę w czasie wieczornego spaceru w Parmie 26 marca 1854. Zmarł od odniesionych ran następnego dnia. Zamachowiec miał działać z inspiracji miejscowej opozycji młodowłoskiej. Zmarłego pochowano w Cappella della Macchia w Viareggio, a jego serce złożono w książęcym mauzoleum.

## Panowanie
Po objęciu samodzielnych rządów Karol III szybko okazał się władcą pozostającym pod silnym wpływem ojca. Często radził się go w sprawach państwowych. Spotkało się to z silnym sprzeciwem stronnictwa młodowłoskiego, które upatrywało w młodym księciu władcy zmierzającego do liberalizacji ustroju. Doprowadziło to do zdystansowania księcia od oczekiwań zarówno liberałów, jak i konserwatystów, którzy obawiali się powrotu rządów absolutnych. Karol III nigdy nie zrezygnował ze wsparcia ojca w kluczowych decyzjach rządowych, pozostawiając przy nim faktyczną władzę. Osobiście nieufny protekcji austriackiej, pozostawił jednak korpus cudzoziemski na terytorium księstwa. Prowadził politykę surowych represji politycznych. Jednym z pierwszych dekretów, jakie podpisał było wprowadzenie prewencyjnej cenzury prasy. Powołał w tym celu komisję rządową, która z czasem rozszerzyła swoje kompetencje na badanie postaw politycznych i moralności wszystkich funkcjonariuszy. W praktyce zreformował państwo w kierunku policyjnym. W lutym 1852 zawarł porozumienie z Wielkim Księstwem Toskanii, na mocy którego objął listem gończym działaczy liberalnych. Pozwoliło to na uchwycenie i poddanie surowym represjom w swojej ojczyźnie m.in. Giuseppe Montanelliego (1813–1862) i Francesca Guerrazziego (1804–1873).
Z własnej inicjatywy podejmował decyzje w obszarze oświaty i kultury. Jakkolwiek ustąpił radzie ojca, aby zamknąć Uniwersytet Lukkijski już w 1849. W jego miejsce podjął starania o przywrócenie Akademii Lukkijskiej, która miałaby zreorganizować szkolnictwo w duchu konserwatywnym. Nie spotkało się to jednak z poparciem środowiska uczonych. Roztoczył mecenat nad sztuką muzyczną i sceniczną. Wspierał zwłaszcza balet, co miało zatuszować jego liczne romanse z tancerkami.
Powszechne oburzenie doprowadziło do konsolidacji opozycji, co najprawdopodobniej stało się przyczyną śmiertelnego zamachu na życie władcy. Rządy po Karolu III objął jego najstarszy syn Robert (1847–1907), który jako małoletni pozostał pod kuratelą matki i dziadka.

## Przydomek

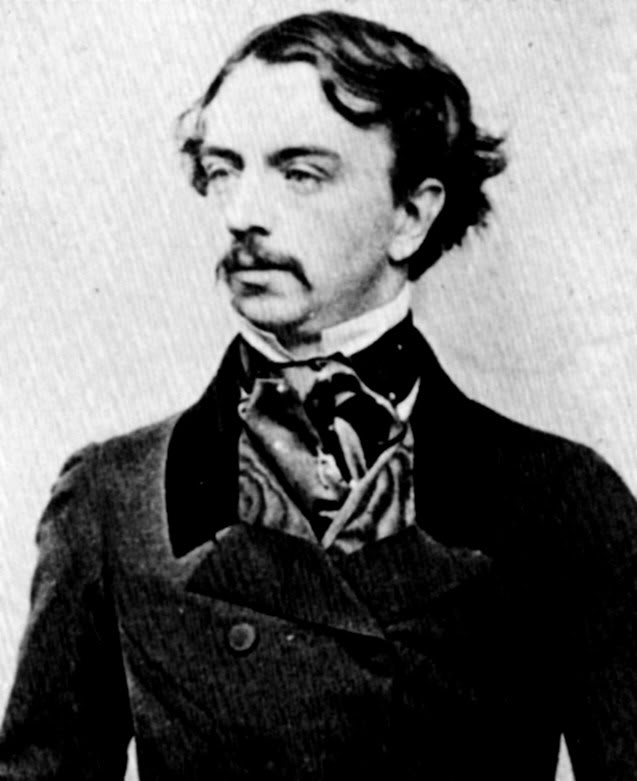
Portret dagerotypowy, 1852

Przed objęciem rządów nazywany był Książątkiem (wł. il Duchino), co wynikało z faktu następstwa po ojcu, rozpieszczenia przez rodziców oraz drobnej budowy ciała. Sam Ferdynand nie był jednak zadowolony z tego miana, kiedy zwracano się tak do niego w trakcie służby wojskowej. Wątłą sylwetkę utrzymał jeszcze w wieku dorosłym, mimo to uchodził za przystojnego mężczyznę, z racji na wysoki wzrost. Miał ciemne, gęste włosy i duże wyraziste oczy, a długa szyja, wyraźny nos i cofnięty podbródek dopełniały rysów jego twarzy, z których był bardzo dumny. Pod tym przezwiskiem funkcjonował też wśród opozycji, zauważającej faktycznie marginalną rolę Karola III w rządach.
Chętnie podkreślał swoją sylwetkę i eksponował twarz poprzez modną fryzurę i zarost. Przejawiał zainteresowanie ubiorem i powierzchownością, chętnie nosząc się w modzie romantycznej. Eksponowała ona niespokojne, niekiedy wybuchowe usposobienie księcia. Dzięki zainteresowaniu podróżami, sztuką neogotycką, modnym mesjanizmem, a zwłaszcza najnowszą jemu literaturą, uchodził za dandysa (wł. Danduccio). Miano to szybko przylgnęło do Karola III, występując też w prasie zagranicznej, zapisywane dużą literą. Stąd niekiedy uznawane jest za przydomek księcia. W opracowaniach historycznych Karol III nie występuje jednak z przydomkiem, a wyłącznie dla odróżnienia od innych władców z dookreśleniem państwa, którym władał (wł. di Parma e Piacenza), czy – rzadziej – dynastii, z której pochodził (wł. di Borbone).

## Rodzina

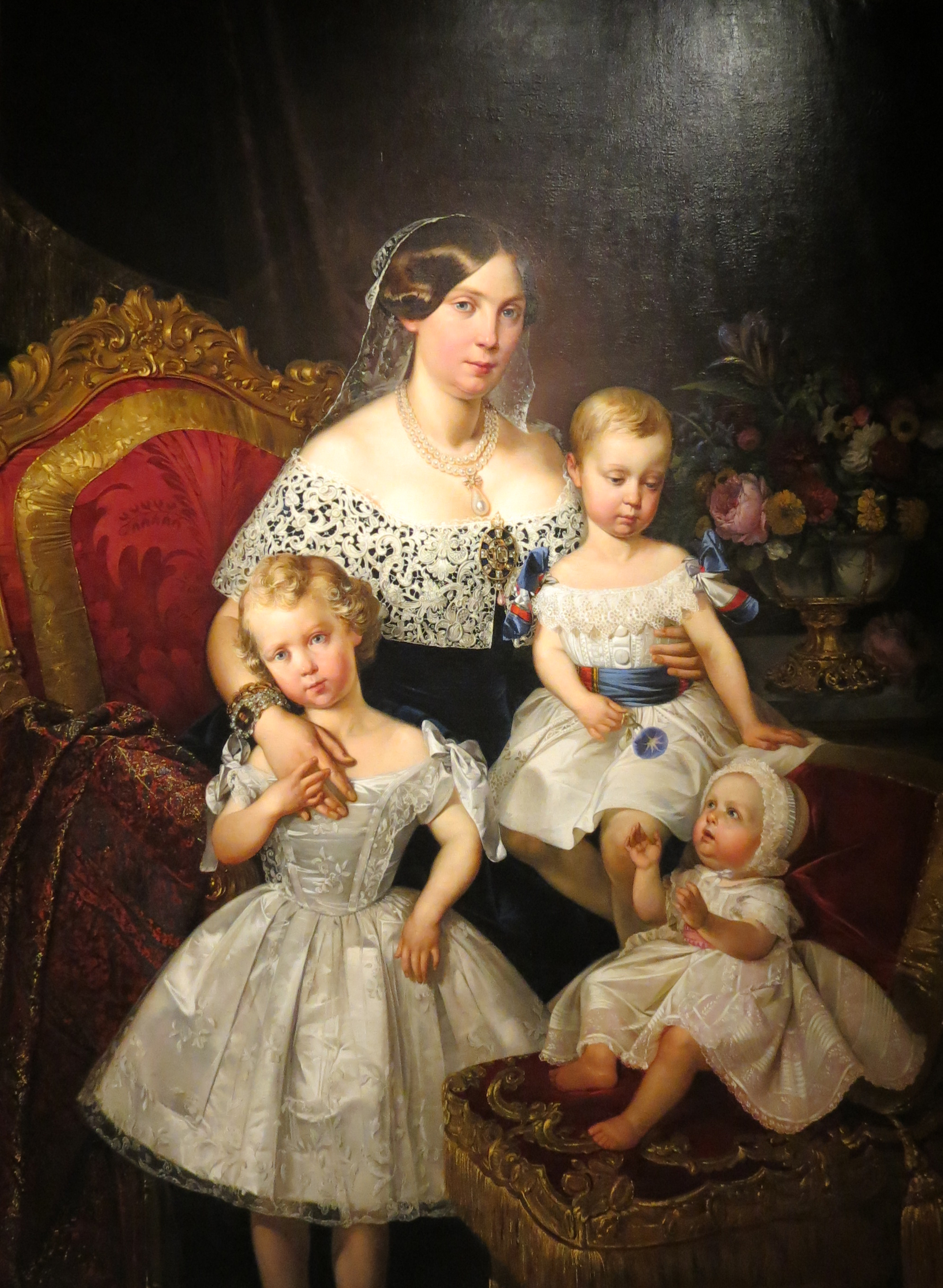
Ludwika d'Artois z trojgiem dzieci: Małgorzatą, Robertem i Alicją, mal. Prosper Raffi, 1850, zamek w Chambord

10 listopada 1845 we Frohsdorfie k. Lanzenkirchen poślubił Ludwikę d′Artois (1819–1864), księżniczkę Berry, córkę Karola Ferdynanda (1778–1820) i Karoliny (1898–1870), królewny Obojga Sycylii. Z małżeństwa pochodzi czworo dzieci:
- Małgorzata Maria Teresa Henryka (1847–1893)
∞ Karol (1848–1909), książę Madrytu, syn Jana Karola (1822–1887), infanta Hiszpanii, i Marii Beatrycze (1824–1906), księżniczki Modeny
- Robert Karol Ludwik Maria (1848–1907), książę Parmy i Piacenzy w 1854–1859,
∞ 1) Maria Pia (1849–1882), królewna Obojga Sycylii, córka Ferdynanda II (1810–1859) i Marii Teresy Habsburg-Lotaryńskiej (1816–1867), księżniczki cieszyńskiej;
∞ 2) Maria Antonina (1862–1959), infantka Portugalii, córka Michała I Uzurpatora (1802–1866) i Adelajdy (1831–1909), księżniczki Löwenstein;
- Alicja Maria Karolina Ferdynanda Rachela Joanna Filomena (1849–1935)
∞ Ferdynand IV (1835–1908), wielki książę Toskanii, syn Leopolda II (1797–1870) i Marii Antoniny (1814–1898), królewny Obojga Sycylii;
- Henryk Karol Ludwik Jerzy (1851–1905), hrabia Bardi
∞ 1) Maria Immaculata (1855–1874), królewna Obojga Sycylii, córka Ferdynanda II (1810–1859) i Marii Teresy Habsburg-Lotaryńskiej (1816–1867), księżniczki cieszyńskiej;
∞ 2) Aldegunda (1858–1946), księżna Guimarães, córka Michała I Uzurpatora (1802–1866), króla Portugalii, i Adelajdy (1831–1909), księżniczki Löwenstein.

Pomimo posiadania wspólnego potomstwa, małżeństwo Karola III i Ludwiki nie było udane. Oboje mieli silne osobowości o niepohamowanym temperamencie. Rozpad poprawnych relacji między małżonkami pogłębiały nie tylko różnice w światopoglądzie (któremu w rządach Karol zaprzeczał), ale też liczne romanse księcia. Punktem eskalującym było nawiązanie otwartego romansu Karola III z hrabianką Emmą Guadagni (1829–1866), szwagierką gubernatora Tyrolu. Poznali się w lutym 1852 we Florencji. Podczas ponownej wizyty w Toskanii, gdzie spotkał się z wielkim księciem Leopoldem II i królową Hiszpanii Izabelą II, kochankowie wystąpili wspólnie na przyjęciu, co wywołało skandal. Książę powrócił z partnerką do Parmy i obdarował ją posiadłością w Lukce. Doprowadziło to do odsunięcia się Ludwiki od męża, także w sferze politycznej, która przystąpiła do spisku młodowłoskiego.

## Odznaczenia
- Księstwo Parmy:
  - Wielki Mistrz Konstantyńskiego Orderu św. Jerzego (1849)
  - Wielki Mistrz Orderu św. Ludwika (1849)
  - Wielki Mistrz Orderu św. Jerzego (1849)
  - Medal za Zasługi dla Księstwa i Stanu (1847)
  - Medal za Zasługi dla Służby Publicznej (1847)
- Hiszpania: kawaler Orderu Złotego Runa (1824)
- Sardynia: kawaler Orderu Annuncjaty (1842)[28]
- Francja: kawaler Orderu Ducha Św.

## Przodkowie
| Prapradziadkowie                            | ks. Parmy i Piacenzy Filip (1720–1865) ∞1739 Ludwika Elżbieta, pierwsza pani Francji (1727–1859) | ces. rzymski Franciszek I (1708–1765) ∞1736 kr. Czech i Węgier, aks. Austrii Maria Teresa (1717–1780) | kr. Hiszpanii Karol III (1716–1788) ∞1738 Maria Amalia Saska (1724–1760)             | ks. Parmy i Piacenzy Filip (1720–1865) ∞1739 Ludwika Elżbieta, pierwsza pani Francji (1727–1859) | kr. Sardynii Karol Emanuel III (1701–1773) ∞1724 Poliksena Heska (1706–1736)            | kr. Hiszpanii Filip V (1683–1746) ∞1714 Elżbieta Farnese (1692–1766)                    | ces. rzymski Franciszek I (1708–1765) ∞1736 kr. Czech i Węgier, aks. Austrii Maria Teresa (1717–1780) | ks. Modeny i Reggio Herkules III (1727–1803) ∞1734 ks. Massy i Carrary Maria Teresa (1729–1750)   |
| Pradziadkowie                               | ks. Parmy i Piacenzy, Ferdynand (1751–1802) ∞1769 Maria Amalia Habsburg-Lotaryńska (1746–1804)   | ks. Parmy i Piacenzy, Ferdynand (1751–1802) ∞1769 Maria Amalia Habsburg-Lotaryńska (1746–1804)        | kr. Hiszpanii, Karol IV (1748–1819) ∞1765 Maria Ludwika Burbon-Parmeńska (1751–1819) | kr. Hiszpanii, Karol IV (1748–1819) ∞1765 Maria Ludwika Burbon-Parmeńska (1751–1819)             | kr. Sardynii, Wiktor Amadeusz III (1726–1796) ∞1750 Maria Antonina Burbon (1729–1785)   | kr. Sardynii, Wiktor Amadeusz III (1726–1796) ∞1750 Maria Antonina Burbon (1729–1785)   | ks. Bryzgowii, Ferdynand Karol (1754–1806) ∞1771 ks. Massy i Carrary, Maria Beatrycze (1750–1829)     | ks. Bryzgowii, Ferdynand Karol (1754–1806) ∞1771 ks. Massy i Carrary, Maria Beatrycze (1750–1829) |
| Dziadkowie                                  | kr. Etrurii, Ludwik I (1773–1803) ∞1795 ks. Lukki, Maria Ludwika (1782–1824)                     | kr. Etrurii, Ludwik I (1773–1803) ∞1795 ks. Lukki, Maria Ludwika (1782–1824)                          | kr. Etrurii, Ludwik I (1773–1803) ∞1795 ks. Lukki, Maria Ludwika (1782–1824)         | kr. Etrurii, Ludwik I (1773–1803) ∞1795 ks. Lukki, Maria Ludwika (1782–1824)                     | kr. Sardynii, Wiktor Emanuel I (1759–1824) ∞1789 Maria Teresa Habsburg-Este (1773–1832) | kr. Sardynii, Wiktor Emanuel I (1759–1824) ∞1789 Maria Teresa Habsburg-Este (1773–1832) | kr. Sardynii, Wiktor Emanuel I (1759–1824) ∞1789 Maria Teresa Habsburg-Este (1773–1832)               | kr. Sardynii, Wiktor Emanuel I (1759–1824) ∞1789 Maria Teresa Habsburg-Este (1773–1832)           |
| Rodzice                                     | kr. Etrurii, Ludwik II (1799–1883) ∞1820 Maria Teresa Sabaudzka (1803–1879)                      | kr. Etrurii, Ludwik II (1799–1883) ∞1820 Maria Teresa Sabaudzka (1803–1879)                           | kr. Etrurii, Ludwik II (1799–1883) ∞1820 Maria Teresa Sabaudzka (1803–1879)          | kr. Etrurii, Ludwik II (1799–1883) ∞1820 Maria Teresa Sabaudzka (1803–1879)                      | kr. Etrurii, Ludwik II (1799–1883) ∞1820 Maria Teresa Sabaudzka (1803–1879)             | kr. Etrurii, Ludwik II (1799–1883) ∞1820 Maria Teresa Sabaudzka (1803–1879)             | kr. Etrurii, Ludwik II (1799–1883) ∞1820 Maria Teresa Sabaudzka (1803–1879)                           | kr. Etrurii, Ludwik II (1799–1883) ∞1820 Maria Teresa Sabaudzka (1803–1879)                       |
| Karol III (1823–1854), ks. Parmy i Piacenzy |                                                                                                  | |                                                                                      |                                                                                                  |                                                                                         |                                                                                         | |                                                                                                   |